# Allan Hansen (fodboldspiller)
 Der er flere personer med dette navn, se Allan Hansen.
Allan Hansen (født 21. april 1956) er en dansk tidligere professionel fodboldspiller. Han opnåede 16 A-Landskampe for Danmarks fodboldlandshold og scorede tre mål. Han blev kåret til Årets Fodboldspiller i Danmark i 1977 og 1981.
Allan Hansen ernærer sig i dag som taxavognmand i Ringe.